# Сари-Су (село)
Сари-Су (рос. Сары-Су) — село у Шелковському районі Чечні Російської Федерації.
Населення становить 1699 осіб. Входить до складу муніципального утворення Сари-Суйське сільське поселення.

## Історія
Згідно із законом від 14 липня 2008 року органом місцевого самоврядування є Сари-Суйське сільське поселення.

## Населення
| 1990 | 2002  | 2009  | 2010  |
| ---- | ----- | ----- | ----- |
| 2034 | ↗2238 | ↗2605 | ↘1699 |